# Aviasud
Aviasud Engineering est une société fondée à Fréjus en septembre 1981 par François Goethals et Bernard d'Otreppe autour du projet d'ULM monoplace Sirocco (en), préfiguré par le deux-axes Libellule. Entre 1982 et 1985, 150 Sirocco ont été vendus dans le monde. Il s'agit du premier ULM à avoir fait le tour du monde. En 1989, la licence de fabrication de cet appareil a été vendue à la firme belge Aériane.
En 1985, Aviasud présente un second ULM au salon du Bourget : le Mistral. Il s'agit d'un biplace côte-à-côte avec une incidence variable sur les ailes inférieures. En août 1994, 223 Mistral avaient été vendus. Le Mistral a été choisi par Nicolas Hulot pour son premier vol en ULM au Pôle Nord, avec Hubert de Chevigny.
Entre-temps, Aviasud s'est distingué dans les compétitions. Le Sirocco a gagné le championnat du monde dans sa catégorie en 1985, et le Mistral en 1990 ; de nombreux records internationaux ont été battus par ces deux appareils.
En 1991 est effectué le premier vol de l'AE-209 Albatros, dont les ailes sont repliables en une minute. Il est mis en production en septembre 1992. Son succès est plus important que les deux précédents ULM d'Aviasud.
Peu après, Aviasud prend une participation au capital (24 %) de la société indienne Raj Hamsa Ultralights (PVT) Ltd. Un accord de coentreprise est conclu pour faire fabriquer en Inde deux gammes d'ULM bon marché. La première est constituée par l'XPair, introduite sur le marché à partir de 1994. La seconde se situe entre l'XPAIR et la gamme Aviasud, et devait être mise sur le marché en 1995. L'objectif était de couvrir une grande partie de la demande.
En 1994, Aviasud emploie 29 salariés dont 19 à la fabrication et 10 à la direction, marketing, gestion… 65 % de la production est exportée dans 27 pays,.
À la suite de difficultés financières, la société Aviasud a dû cesser son activité en 2008.